# Ikshvaku

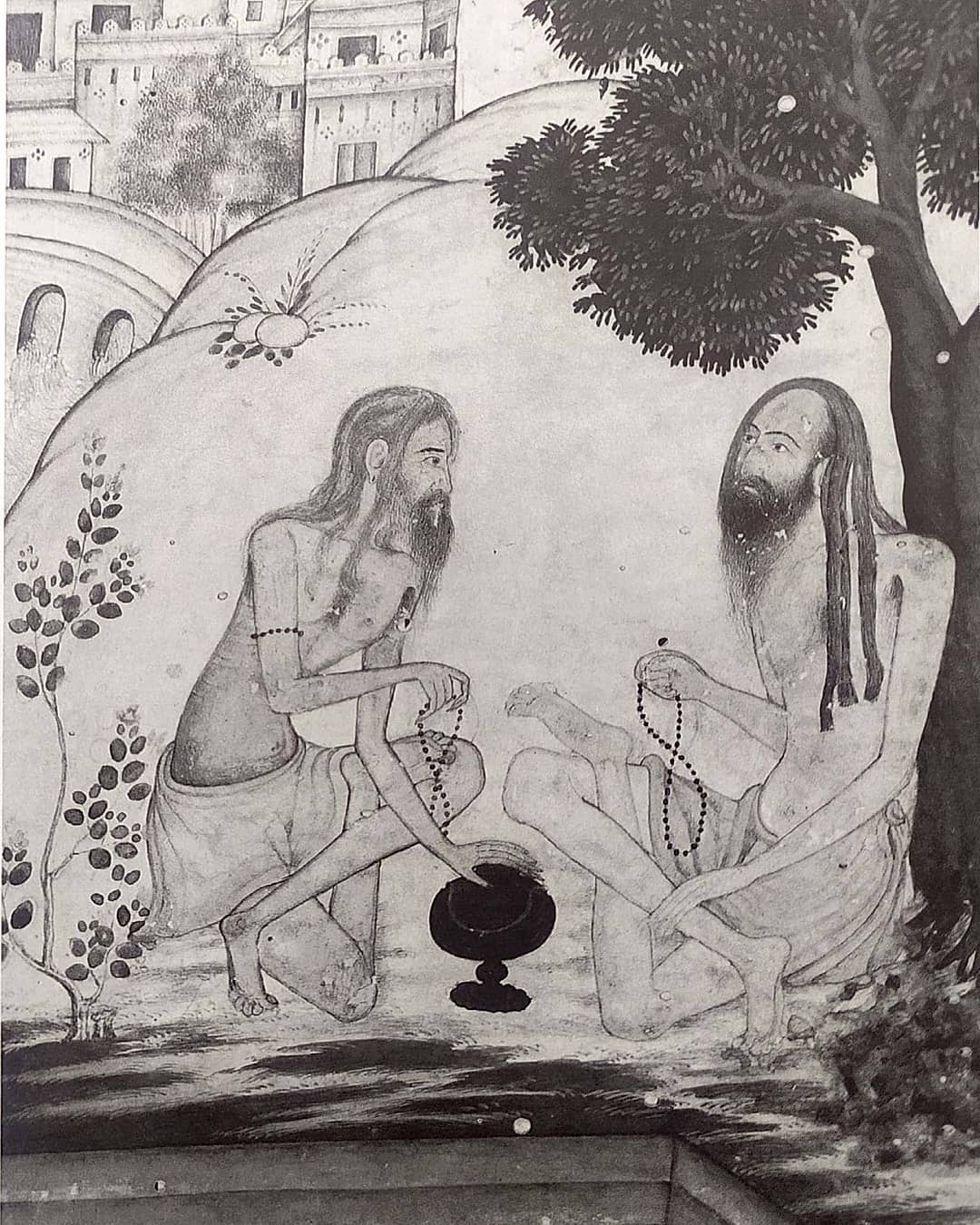
Peinture représentant Manu ainsi que Ikshvaku.

Ikshvaku ou Okkaka, « canne à sucre », (devanagari : इक्ष्वाकु) est selon la mythologie et la tradition historique indienne le fils du premier homme Manu et le petit-fils de Surya/Vaivasvata, dieu du soleil et fondateur de la dynastie Suryavansha de l’époque védique. Elle prend après lui le nom de dynastie Ikshvaku, capitale Ayodhya/Saketa. Des souverains de l’Inde du nord ancienne, comme les rois de Kosala ou les chefs Shakya (clan du Bouddha) prétendaient s'y rattacher. Râma et Bhagiratha y auraient appartenu.
On dit qu’Ikshvaku fut le premier à appliquer dans son royaume le Manu smriti, règles religieuses inspirées des Vedas.
La liste des rois de la dynastie Suryavansha/Ikshvaku est mentionnée dans le Mahābhārata et le Ramayana, et en partie dans le Raghuvamsha de Kalidasa.
Pour les jaïns, presque tous les tirthankara appartiennent à la dynastie Ikshvaku, qui prend son nom avec le premier tirthankar de la présente ère, Rishabha. Saudharmendra s’étant rendu chez son père avec une canne à sucre pour le choix d’un nom de famille, le jeune Rishabha aurait été attiré par la plante et le clan aurait reçu ce nom en conséquence.